# Rampokan

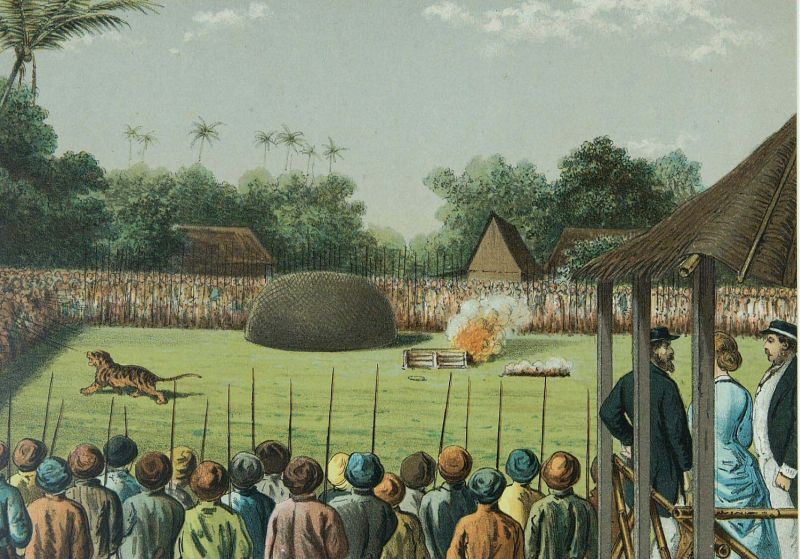
Lithographie montrant un rampokan macan (1883-1889)

Rampokan est une bande dessinée du dessinateur néerlandais Peter van Dongen qui se compose de deux parties, Rampokan Java, publiée en 1998 et dans sa traduction française en 2003, et Rampokan Célèbes publiée en 2004 et dans sa traduction française en 2005.
Le titre est tiré d'une cérémonie traditionnelle javanaise, le rampokan macan, sorte de rituel destiné à exorciser les méfaits causés par une panthère ou un tigre. Le rampokan fut interdit par les autorités coloniales des Indes néerlandaises en 1905.
Rampokan appartient au courant dit de la « ligne claire » (Klare lijn en néerlandais).

## Synopsis
L'Indonésie a proclamé son indépendance le 17 août 1945. Les Pays-Bas, chassés de leur colonie des Indes néerlandaises lorsque les Japonais ont débarqué en 1942, ne reconnaissent pas cette déclaration et entendent récupérer leur colonie. L'armée de métier coloniale, la KNIL (Koninglijke Nederlandsch-Indisch Leger ou « Armée royale des Indes néerlandaises ») ne suffit pas. Le gouvernement des Pays-Bas décide donc d'envoyer un contingent d'appelés pour combattre ceux qu'il qualifie de « terroristes ». Parmi eux, Johan Knevel, qui est né « aux Indes », espère retrouver le paradis perdu de son enfance. Il est confronté à la réalité d'une guerre où personne ne garde les mains propres.

## Publications

### En néerlandais
- Rampokan, Oog & Blik :

1. Java, 1998.  (ISBN 9073221579)
2. Celebes, 2004.  (ISBN 9054920548)

### Traductions
- (fr) Rampokan (trad. Jean Delahaye), Vertige Graphic :

1. Java, 2003.  (ISBN 2908981610)
2. Célèbes, 2005.  (ISBN 290898198X)

- (id) Rampokan (Java & Célèbes), réédition en couleur, Dupuis, collection Aire Libre, 2018.  (ISBN 9791034731015)
- (id) Rampokan, Pustaka Primatama bekerja sama dengan Komunitas Komik Alternatif, 2005. (OCLC 71788495)
- (de) Rampokan (trad. Jan Kruse), Avant-Verlag :

1. Java, 2008.  (ISBN 9783939080299)
2. Celebes, 2008.  (ISBN 9783939080305)

- (id) Rampokan : Jawa & Selebes (trad. Bernie M. Liem et Egbert Wits), Gramedia Pustaka Utama, 2013.  (ISBN 9786020307701)
- (en) Rampokan, Gramedia Pustaka Utama, 2015.  (ISBN 9786020322100)